# Bomnak
Bomnak (russisch Бомнак) ist ein Dorf (selo) in der Oblast Amur im Fernen Osten Russlands mit 411 Einwohnern (Stand 1. Oktober 2021).

## Geographie
Bomnak liegt in einem dünn besiedelten Taigagebiet im Rajon Seiski. Der Ort ist eine Ewenkensiedlung, und die Bewohner leben von der Jagd und Viehzucht. Es liegt am rechten Ufer des oberen Teils des Seja-Stausees am gleichnamigen Fluss. Die nächstgelegene Stadt ist das etwa 150 km Luftlinie in südwestlicher Richtung entfernte Rajonverwaltungszentrum Seja. Bomnak ist über eine unbefestigte Piste mit der gut 25 km entfernten Bahnstation Ulak an der Baikal-Amur-Magistrale (BAM; Parallelstrecke zur Transsibirischen Eisenbahn) verbunden, die zur unweit gelegenen Siedlung Gorny gehört. An anderen Ufer des Seja-Stausees liegt etwa 20 km entfernt die per Boot erreichbare Siedlung Werchneseisk (ebenfalls an der BAM). Bomnak ist die einzige Ortschaft der Landgemeinde Bomnakskoje selskoje posselenije.

## Geschichte
Ab 20. Oktober 1932 war Bomnak Verwaltungssitz des zunächst nach ihm benannten Bomnakski rajon, der wenig später in Seisko-Utschurski rajon umbenannt wurde (nach den Flüssen Seja und Utschur; diesen Namen trug zuvor bereits seit 10. Dezember 1930 ein ewenischer Nationalrajon in dem Gebiet). Ab 22. Juli 1934 gehörten Ort und Rajon zur kurzlebigen Oblast Seja, bis diese am 26. September 1937 aufgelöst und der Oblast Tschita angeschlossen wurde. Bei der Volkszählung 1939 hatte das Dorf 717 Einwohner. Am 2. August 1948 wurden Bomnak und der Seisko-Utschurski rajon zusammen mit dem größten Teil des Gebietes der früheren Oblast Seja an die Oblast Amur abgegeben. Am 3. September 1953 wurde der Rajon aufgelöst, und Bomnak gehört seither zum Seiski rajon.

## Wetterstation

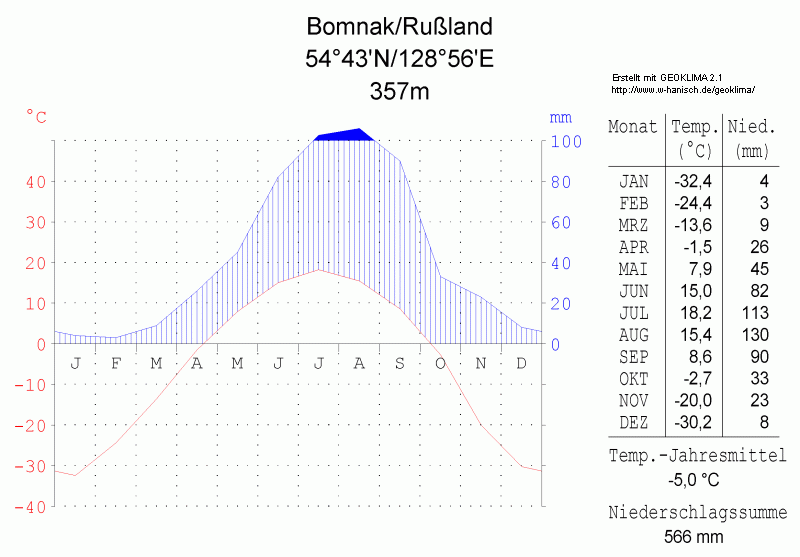
Klimadiagramm von Bomnak, Oblast Amur

Etwa fünf Kilometer östlich des Dorfes befindet sich ebenfalls am rechten (nördlichen) Ufer des Stausees eine Wetterstation (54° 41′ 56″ N, 128° 55′ 34″ O), die etwas südlicher als etwa die Stationen Moskau, Jekaterinburg und Nowosibirsk liegt. Bedingt durch das Kontinentalklima liegt die Niederschlagsmenge zwischen 3 mm im Winter (trockener Frost) und über 130 mm im Juli/August. Die monatlichen Durchschnittstemperaturen schwanken zwischen −32 °C im Winter und etwa +20 °C im Juli.